# Blondie Plays Cupid
Blondie Plays Cupid ist eine US-amerikanische Filmkomödie in schwarz-weiß aus dem Jahr 1940. Regie führte Frank R. Strayer, das Drehbuch schrieben Richard Flournoy und Karen DeWolf nach den gleichnamigen Comics von Chic Young und einer Geschichte von Karen DeWolf und Charles M. Brown. Die Hauptrollen spielten Penny Singleton und Arthur Lake. Blondie Plays Cupid ist der siebte Blondie-Film.

## Handlung
Der vierte Juli steht bevor. Dagwood Bumstead und sein sechs Jahre alter Sohn Baby Dumpling freuen sich schon darauf, an diesem Tag Feuerwerkskörper zu zünden. Doch Dagwoods Frau Blondie hat ihnen das aus Angst um ihren Sohn und auch um ihren Mann, den sie als großes Kind sieht, verboten. Daher versteckt Dagwood die bereits gekauften Feuerwerkskörper vor ihr. Blondie hat zudem beschlossen, dass es in der Stadt an diesem Tag zu gefährlich sei und die Familie daher zu ihrer Tante Hannah und deren Mann Abner aufs Land reisen soll. Als sie zufällig die versteckten Feuerwerkskörper findet, wirft sie diese in eine gefüllte Badewanne und drängt mit noch mehr Nachdruck auf diese Reise.
Am vierten Juli ist die Familie mit ihrem Hund Daisy früh vor dem Zug. Sie haben aber vergessen, Fahrkarten zu kaufen, was Dagwood nun nachholen soll. Dies führt zu Komplikationen, die dazu führen, dass sich die Familie in einem Zug wiederfindet, der zwar zu ihrem Zielbahnhof fährt, dort aber nicht hält, sondern bis zum nächsten Halt gute 70 Meilen weiterfährt. Von dort aus versuchen sie, per Anhalter zurückzufahren, werden aber erst nach einem langen Fußmarsch von Charlie und Millie mitgenommen. Die beiden sind gerade auf dem Weg, heimlich zu heiraten. Blondie wird kurzerhand zur Trauzeugin ernannt, während Dagwood, Baby Dumpling und Daisy im Auto zurückbleiben. Mr. Tucker, Millies Vater, der Charlie für einen Versager hält, hat aber von der Hochzeit erfahren und will sie nun verhindern, indem er seine Tochter aus der Zeremonie zerrt und sie nach Hause mitnimmt.
Beim Abendessen in der Farm von Blondies Onkel unterstützt Blondie Charlie, der ebenfalls anwesend ist, dabei, mit Millie zu telefonieren, damit die beiden die Möglichkeit bekommen, durchzubrennen. Charlie soll Millie an ihrem Schlafzimmerfenster abholen. Auf dem Weg dorthin stolpert er aber bereits beim Einsteigen in das Auto über einen Knochen, den Daisy aufbewahrt hat, und verletzt sich dabei am Fuß. So muss Dagwood ihn fahren und die ganze Familie fährt mit. Dagwood bekommt auch die Aufgabe, Millie abzuholen, verwechselt aber das Fenster und findet sich in Mr. Tuckers Schlafzimmer wieder. Dies führt zu Verwicklungen, in deren Verlauf Dagwood auf der Flucht vor Mr. Tucker die Leiter zerstört, trotzdem aber von Mr. Tucker gestellt wird, ihn aber niederschlagen kann. Millie ist in der Zwischenzeit bei Charlie im Auto. Baby Dumpling und Daisy sind durch die Ereignisse aber auf dem Dach der Farm gestrandet. Nach der Rettung der beiden begreift Blondie, dass sie all dies durch ihre übertriebene Vorsicht verursacht hat, und verspricht, in Zukunft lockerer zu werden. Baby Dumpling darf sogar den Feuerwerkskörper, den er gefunden hatte, anzünden. Dieser stellt sich aber als eine Stange Dynamit heraus, sodass Baby Dumpling ihn weit wegwirft. Damit trifft er die Grabungsstelle, die Charlie für Mr. Tucker angelegt hat, um im Garten nach Öl zu suchen. Dadurch spritzt das gesuchte Öl hinaus, und Mr. Tucker ist sofort mit der Hochzeit einverstanden. Dagwood fragt sich dagegen, was das klebrige Zeug ist, das er und seine Familie auf den Kleidern haben und zündet ein Streichholz an. Am nächsten Morgen findet er sich mit seiner Familie im Krankenhaus wieder. Sie erfahren, dass sie die Einzigen im ganzen Staat sind, die sich am 4. Juli verletzt haben.
Running Gag mit dem Briefträger
Dieses Mal wird der mittlerweile sehr vorsichtige Briefträger nicht umgerannt, schon weil er die Post durch ein Fenster ins Haus der Bumsteads wirft. Allerdings wird er dabei von einem explodierenden Feuerwerkskörper getroffen, der versehentlich im Haus durch einen Toaster gezündet worden war.

## Hintergrund
Blondie Plays Cupid (Arbeitstitel Blondie Goes to the Country) war der erste Spielfilm für den damals bereits 46 Jahre alten Schauspieler Will Wright. In dem Film ist auch der junge Glenn Ford als Charlie zu sehen.
Blondie Plays Cupid wurde vom 16. Juli bis 17. August 1940 von Columbia produziert. Für das Szenenbild war Lionel Banks verantwortlich, die Kostüme kamen von Kalloch.
Die Welturaufführung von Blondie Plays Cupid war am 31. Oktober 1940. Columbia übernahm auch den Vertrieb des Films. Über eine Aufführung im deutschsprachigen Raum ist nichts bekannt.

## Rezeption
Bei einigen Reviews wurde sehr witzige Unterhaltung attestiert oder die Folge als ziemlich gut eingestuft, obwohl die Geschichte dünn sei. Doch sie habe viele Gags, und man möge die Hauptdarsteller. Die Variety hingegen fand den Film gerade so eben amüsant. Die Geschichte sei sehr episodisch und nur dazu konstruiert, um die Slapstickeinlagen zusammenzuhalten. Die Gags seien alt und bekannt, und es fehle bei ihrer Darstellung an Spontaneität.
Die modernen Kritiken heben hervor, dass Glenn Ford in dem Film auftritt. Leonard Maltin fand den Film nett und gab ihm 2½ von vier Punkten. Gene Blottner fand die Gags zu oft nicht witzig und die Geschichte bemüht, aber irgendwie vorhersehbar.